# Dimer

Acid carboxylic là thí dụ đơn giản về sự hình thành dimer, với hai phân tử axit liên kết với nhau bằng liên kết hydro.

Dimer hay chất nhị trùng, trong những lĩnh vực khác nhau có ý nghĩa khác nhau, nhưng hàm nghĩa cơ bản đều biểu thị vật chất tương đồng hoặc đồng nhất chủng loại, xuất hiện với hình thái thành cặp, có thể có sẵn trạng thái đơn nhất đôi khi không có tính chất hoặc chức năng.
Về mặt hoá học, khi hai phân tử kết hợp thành một chất mới, dù là tác động vật lý hay là phản ứng hoá học, đều có thể tạo ra hợp chất được gọi là dimer. Thí dụ thường thấy bao gồm dimer đồng(I) chloride, dimer nhôm chloride, diketene, dimer acid carboxylic ở thể khí, dicyclopentadien, cyclobutadien, nó có thể là một thí dụ đặc biệt trong polymer. Saccarose (đường mía) do hai đơn phân glucose và fructose kết hợp với nhau, dù cho saccarose là một phân tử, nhưng vẫn được xem là một dimer.

## Dimer trong hóa sinh
Trong hóa sinh, dimer điển hình là protein, acid nucleic và các loại đại phân tử có thể quan sát, trong quá trình hình thành, nếu hai tiểu đơn vị protein (protein sub-unit) tương đồng thì gọi là đồng nhị trùng (homo-), nếu không tương đồng thì gọi là dị nhị trùng (hetero-). Trong trường hợp dimer sử dụng liên kết cộng hóa trị, thì thông thường là liên kết disulfide giữa hai monomer, nhưng đa phần dimer lại không sử dụng liên kết cộng hóa trị, thí dụ như trường hợp ribosome.